# Bracon cuyanus
Bracon cuyanus är en stekelart som först beskrevs av Blanchard 1948.  Bracon cuyanus ingår i släktet Bracon och familjen bracksteklar. Inga underarter finns listade.